# Sospensione (diritto)
La sospensione è un provvedimento giuridico, consistente nell'allontanare l'individuo oppure il gruppo sociale dalla comunità, qualora questi abbiano avuto un comportamento contrario alle norme.

## Definizione generale
Una persona che riceva tale sanzione è, generalmente, sospesa dalle attività del contesto in esame: il provvedimento si considera attivo fino a nuovo ordine. In casi più gravi, può venire disposta l'espulsione definitiva.

## Nel mondo

### Italia
La legge italiana contempla la sospensione nei seguenti ambiti:
- Codice della strada
- Scuola
- Sport

### Sospensione della patente
Per infrazioni ai sensi del C.d.s., il conducente del veicolo può incorrere nella sospensione della patente di guida. Tale provvedimento può avere carattere di pena accessoria.

### Sospensione scolastica
«Il temporaneo allontanamento dello studente dalla comunità scolastica può essere disposto solo in casi di gravi e reiterate infrazioni disciplinari, per periodi non superiori ai quindici giorni.» (Statuto delle studentesse e degli studenti, D.P.R. n. 249, 24 giugno 1998, articolo 4 (Doveri) comma 7.)
Come esplicato dall'articolo, la sospensione può avere la durata massima di 15 giorni scolastici. Soltanto in casi eccezionalmente gravi, che vedano per esempio l'aver commesso un reato, il termine può venir prolungato. La sospensione è correlata alla condotta dello studente, potendo essere attivata anche in caso di ripetute note disciplinari.
La sanzione, che può comportare la bocciatura (non ammissione al successivo anno scolastico) dell'alunno, è applicabile anche nei confronti dei docenti. Ad ordinarla, o giudicarne in merito, è preposta soltanto la Commissione Disciplinare. Nel periodo di allontanamento dall'istituto, lo studente può essere soggetto all'obbligo di frequenza.
Un Regio decreto in vigore fino al 1998 prevedeva l'espulsione da tutte le scuole d'Italia, di ogni ordine e grado, pubbliche e private, come massima sanzione esistente nell'ordinamento scolastico per i fatti di maggiore gravità. 

Il trasferimento obbligato dello studente ad altra istituzione scolastica, ovvero l'espulsione, sono misure disciplinari previste negli altri ordinamenti scolastici dei Paesi dell'Unione europea: Svezia, Finlandia, Germania, Regno Unito, Scozia, Portogallo, Polonia, Ungheria, Repubblica Ceca.

### Sospensione sportiva
L'atleta che, nel praticare una disciplina, si renda colpevole di violazioni al regolamento (infrazione delle regole, utilizzo di sostanze proibite) può ricevere la sanzione della squalifica.

## Diritto canonico
Nel diritto canonico la "sospensione a divinis" è una delle tre forme di pena canonica, insieme con la scomunica e l'interdetto.  La pena della sospensione può essere inflitta soltanto a membri del clero, e consiste nella proibizione di celebrare il culto e amministrare i sacramenti.